# Leptodesmus geayi
Leptodesmus geayi är en mångfotingart som beskrevs av Henri W. Brölemann 1898. Leptodesmus geayi ingår i släktet Leptodesmus och familjen Chelodesmidae. Inga underarter finns listade i Catalogue of Life.